# Neil Curtis
Dr Neil Curtis is een personage uit de soapserie Days of our Lives. Ben Archibek startte met de rol in 1973 en werd in 1974 vervangen door Joseph Gallison die de rol tot 1991 speelde.

## Personagebeschrijving
Neil Curtis kwam in 1973 naar Salem als nieuwe dokter in het ziekenhuis. Hij was een hevige gokker en toen zijn schuldenberg te hoog werd deed hij de rijke Amanda Howard een huwelijksaanzoek. Amanda stemde toe, maar op de avond dat ze zouden trouwen vond ze hem in bed met een hoer. Amanda probeerde zelfmoord te plegen, maar dat mislukte. Neil en zijn collega Greg Peters probeerden het hart van Amanda te veroveren. Neil ging naar de Anonieme Gokkers, maar wilde niet herstellen. Neil vroeg nu Phyllis Anderson ten huwelijk. Phyllis was verliefd op Neil, maar eiste wel een voorhuwelijkscontract. In 1976 kwam Neil erachter dat Amanda nog steeds van hem hield, maar ze had een hersentumor en had nog maar zes maanden te leven. Amanda was bang voor een operatie omdat haar moeder was overleden tijdens dezelfde operatie. Neil en Greg Peters overtuigden haar om de operatie toch te ondergaan. Na de operatie leed ze aan geheugenverlies en wist ze niet op wie ze nu verliefd was. Neil deed een stap opzij en moedigde Amanda aan om een relatie met Greg te beginnen aangezien hij al met Phyllis getrouwd was. Phyllis werd zwanger en probeerde een abortus uit te voeren omdat ze dacht dat Neil het kind niet wilde. De dokter zei haar dat ze al te ver in de zwangerschap was om deze nog te onderbreken en ze nam een overdosis pillen. Uiteindelijk zou ze haar kind toch verliezen nadat ze een dronken Neil op een avond opraapte. De baby werd hierdoor te vroeg geboren en stierf enkele dagen later. Voor Neil was zijn huwelijk met Phyllis over en ze ging vaak op reis, Neil kreeg een korte verhouding met Mary Anderson, de dochter van Phyllis. Nadat het huwelijk met Phyllis beëindigd werd verliet ze de stad.
In 1978 begon Neil een affaire met Linda Patterson, maar zij verbrak de relatie na een tijdje. In 1980 ontmoette hij Liz Chandler en werd verliefd op haar. Haar vader Kellam Chandler keurde de relatie echter af en deze liep stuk. Nadat het misgelopen was met Liz begon hij opnieuw te gokken en kreeg hij weer schulden. In 1981 besloten Mickey en Maggie Horton om een kind te krijgen. Maggie ging naar Neil om kunstmatig geïnsemineerd te worden door een anonieme donor. Neil zorgde hiervoor en Maggie werd zwanger. Later dat jaar kwam Evan Whyland naar Salem en hij beweerde de anonieme donor te zijn.
In 1982 probeerden Neil en Liz het opnieuw, maar dit keer stond Tony DiMera in de weg, die Liz geen scheiding wilde geven. Stefano DiMera verstopte een bom in de kamer van Neil, maar hij overleefde de ontploffing en wilde de DiMera's doen boeten. Toen Liz zwanger werd wist Neil dat het kind van hem was, maar Liz duwde hem weg omdat ze voor zijn leven vreesde. Neil voelde zich afgewezen en zocht troost in de armen van Marie Horton.
In 1983 trouwde hij met Marie, hoewel hij ook nog van Liz hield. Liz drong in het appartement van Neil binnen en ging naar zijn slaapkamer. Toen Neil thuiskwam was hij erg kwaad op haar, maar verklaarde dan zijn liefde voor haar en ze bedreven de liefde. Neil werd naar het ziekenhuis geroepen en toen Marie thuiskwam schoot Liz haar neer omdat ze dacht dat ze een inbreker was. Liz werd gearresteerd en veroordeeld tot vijf jaar gevangenisstraf. Kort daarna scheidden Marie en Neil.
Neil en Liz wilden trouwen terwijl ze in de gevangenis zat, maar tijdens de ceremonie ontsnapte een van de gevangenen en Liz werd neergeschoten. In 1984 kwam ze voorwaardelijk vrij, maar leed wel aan geheugenverlies door de schotwonde. Een tijd later kreeg ze haar geheugen terug. Liz en Neil trouwden eindelijk en in 1984 beschuldigde Neil Liz ervan een affaire te hebben met Carlos Forenza. Liz had helemaal geen affaire, maar door zijn aanhoudende beschuldigingen dreef hij haar in de armen van Carlos voor een onenightstand. Neil en Liz maakten het weer goed. Hij vertelde haar dat hij in een ver verleden de naam Alan Jackson gebruikte en dat hij nog een grote som geld verschuldigd was aan een maffiabaas. Carlos wilde Neil kapotmaken en begon met hem te vechten waarbij hij per ongeluk door zijn eigen geweer neergeschoten werd. Neil kocht Dougs huis en herdoopte het in Blondies als geschenk voor Liz. Na veel problemen scheidden Neil en Liz in 1986.
In 1989 trouwde Neil met de zwangere Anjelica Deveraux. Victor Kiriakis was woedend op Anjelica omdat ze niet met hem trouwde en hij wilde het huwelijk saboteren door hem opnieuw gokverslaafd te maken. Neil kreeg opnieuw schulden en moest Blondeis verkopen. Toen hij bijna blut was verliet Anjelica hem. In 1990 begon hij een affaire met Maggie Horton, die zich eenzaam voelde omdat Mickey altijd werkte. Maggies dochter, Sarah Horton, betrapte hen en nam foto's. Sarah wilde de foto's aan Mickey laten zien maar toen onthulde Neil zijn grote geheim. Hij was de feitelijke vader van Sarah en had zijn eigen sperma gebruikt om Maggie te bevruchten. Dit hield Sarah echter niet tegen en ze liet de foto's van haar adoptievader Mickey zien. Mickey was erg gekwetst, maar voelde zich deels schuldig voor Maggies ontrouw omdat hij er niet voor haar was. Mickey en Maggie herstelden hun huwelijk. Neil verdween plots uit Salem zonder dat er een reden werd gegeven voor zijn afwezigheid. In zijn laatste scène zei hij dat hij nog enkele patiënten moest bezoeken en dat hij snel zou terugkomen, maar hij werd sindsdien niet meer gezien.